# Orpheus-Quadrille
Orpheus-Quadrille (Quadrille d'Orphée) est un quadrille de Johann Strauss II (op. 236). L'œuvre est créée le 18 avril 1860 au restaurant Zum Großen Zeisig à Vienne.

## Histoire
Le quadrille est composé de motifs de l'opérette Orphée aux enfers de Jacques Offenbach. Le point culminant de l'œuvre est son célèbre Can-Can de l'opérette. Le quadrille est initialement annoncé pour un concert le 15 avril 1860 au Volksgarten de Vienne. En fait, l’œuvre semble avoir été créée seulement trois jours plus tard à l’établissement Zum Großen Zeisig. Le quadrille et l'opérette d'Offenbach sont alors bien accueillis.

## Durée
Sa durée d'exécution est d'environ 5 minutes et 40 secondes. Elle peut varier légèrement selon l'interprétation musicale du chef d'orchestre.

## Interprétation notable
En 2008, la pièce est jouée lors du célèbre concert du nouvel an à Vienne, sous la direction de Georges Prêtre.